# Hendrik Jacobus Hamaker

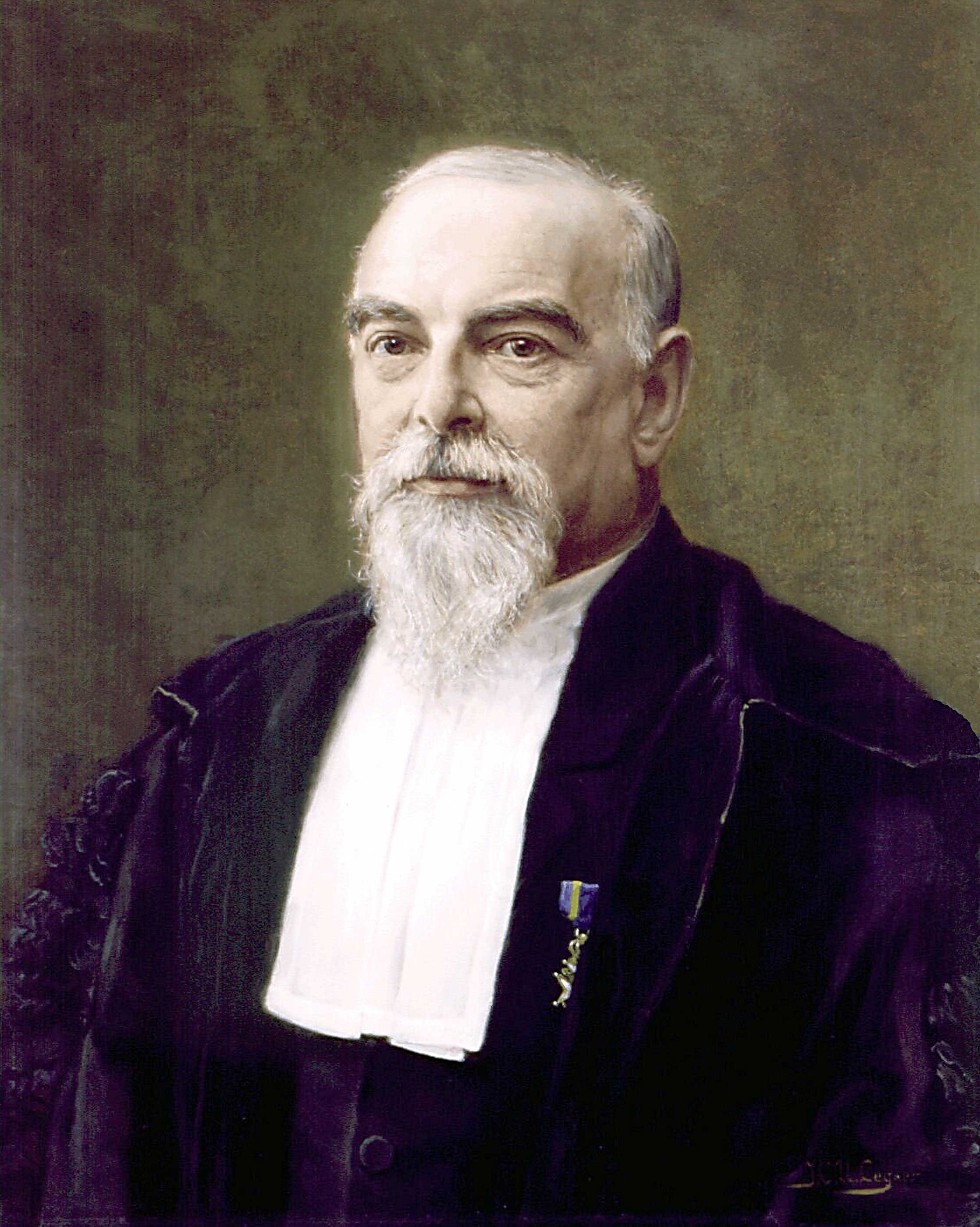
Hendrik Jacobus Hamaker

Hendrik Jacobus Hamaker (* 16. September 1844 in Hilversum; † 2. März 1911 in Utrecht) war ein niederländischer Rechtswissenschaftler.

## Leben
Hendrik Jacobus war der Sohn des Literaten und Historikers Hendrik Gerard Hamaker (* 16. Juni 1819 in Leiden; † 5. November 1882 in Zoeterwoude) und dessen Frau Cornelia Anna van Vloten (* 22. April 1819 in Kampen; † 12. April 1902 in Utrecht). Da seine Eltern nach Katwijk zogen, besuchte er dort die Schule und erhielt Privatunterricht. 1858 zog er an das Gymnasium in Leiden und immatrikulierte sich 1863 als Student der Rechtswissenschaften an der Universität Leiden. In Leiden promovierte er am 14. Mai 1870 mit der Abhandlung De historische school in de staathuishoudkunde (frei deutsch übersetzt: Die historische Schule der Nationalökonomie) zum Doktor der Rechte. Danach war er als Anwalt und Lehrer in Leiden tätig. Am 28. September 1877 wurde er zum Professor der Enzyklopädie der Rechtswissenschaften, für bürgerliche Rechtsverordnungen und für das internationale Privatrecht berufen, welche Aufgabe er am 12. Dezember 1877 mit der Einführungsrede Aard en doel van het internationaal privaatrecht (frei deutsch übersetzt: Natur und Zweck des internationalen Privatrechts) antrat.
1884 übertrug man ihm auch kurzzeitig den Lehrauftrag für Handelsrecht. In seiner Eigenschaft als Utrechter Hochschullehrer beteiligte er sich auch an den organisatorischen Aufgaben der Hochschule und war 1883/84 Rektor der Alma Mater. Bei der Niederlegung des Amtes hielt er die Rede Dogmatische en empirische rechts-beschouwing (frei deutsch übersetzt: Dogmatische und empirische rechtliche Betrachtung). Ab 1895 wurde er Redakteur der wissenschaftlichen Zeitschrift Weekblad voor Privaatrecht, Notariaat en Registratie (frei deutsch übersetzt: Wochenblatt für Privatrecht, Notariat und Registration). 1889 wurde Hamaker Mitglied der königlich niederländischen Akademie der Wissenschaften, er war Mitglied der Kommission zur Veränderung des zweiten Überarbeitung des niederländischen Bürgerlichen Gesetzbuches und er wurde Ritter des Ordens vom niederländischen Löwen.

## Familie
Hamaker verheiratete sich am 27. Juli 1871 in Leiden mit Maria Brooshooft (* 28. April 1844 in Giesendam; † 19. November 1905 in Utrecht), die Tochter des Cornelis Marius Brooshooft (* 9. Juli 1814 in Giessendam; † 15. März 1846 ebenda) und der Josina van der Hoeven (* 5. März 1818 in Rotterdam; † 5. Juni 1893 in Utrecht). Aus der Ehe stammen Kinder. Von diesen kennt man:
- Hendrik Gerard Hamaker (* 9. Mai 1872, Leiden; † 1. August 1948 in Utrecht) verh. am 16. Februar 1899 in Utrecht mit Margaretha Beijerman (* 21. April 1875 in Woerden; † 22. Juni 1965 in Utrecht)
- Cornelis Marius Hamaker (* 29. Mai 1873 in Leiden; † 1. Juni 1945 in Ambarawa) verh. I. 10. September 1898 in Soekanegara mit Elisabeth Susanna Mauerbrecher (* 16. Februar 1875 in Sinkawang; † 3. November 1953 in Wageningen); verh. II. 10. Juli 1923 in Rijswijk mit Christina Marie Henriette van Haeften (* 11. September 1878 in Utrecht; † 3. April 1938 in Hilversum)
- Cornelia Anna Hamaker (* 7. Juli 1874 in Leiden; † 7. Februar 1935 in Amersfoort)
- Johannes Hamaker (31. Januar 1876 in Leiden; † 27. August 1876 ebenda)
- Martha Johanna Hamaker (* 10. Mai 1878 in Utrecht; † 19. August 1930 in Groningen) verh. 19. Dezember 1912 in Groningen Jacobus Aalbers (* 11. April 1875 in Achtkarspelen; † 1. November 1959 in Groningen)

## Werke (Auswahl)
- Over de historische school in de staathuishoudkunde. Leiden 1870 (Online)
- Het recht en de maatschappij. 1888
- Het negatieve en het positieve stelsel omtrent eigendom van den grond. 1895
- Gevaarlijke hypotheken. 1897
- Maatschap of vereeniging ? 1897
- Een rechtsvraag betreffende het begrip der huwelijksvoorwaarden. 1898
- De afstamming van natuurlijke kinderen naar aanleiding van het ten vorigen jare over dit onderwerp bij de Staten-Generaal ingediende wetsontwerp. 1899
- De aard der legitieme. 1902
- De inkorting van eene beschikking, waarbij een legitimaris boven zijn wettelijk erfdeel werd bevoordeeld. 1902
- Beschouwingen over het bewijsrecht. 1906
- Het rechtsbewustzijn en de rechtsfilosofie. 1907
- Recht, wet en rechter. 1909